# アエリア (小惑星)

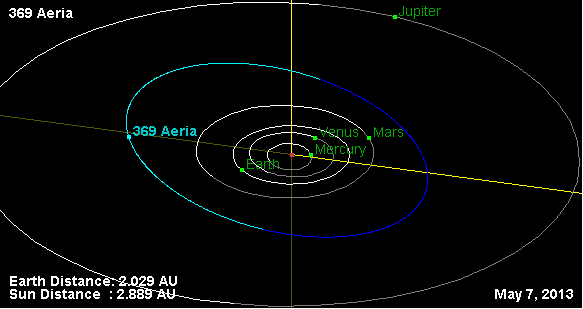
アエリアの軌道図

アエリア (369 Aeria) は小惑星帯に位置する大きな小惑星で、M型小惑星に分類される。フランスの天文学者、アルフォンス・ボレリーがマルセイユで発見した。
四大元素の1つと考えられていた「空気」を意味する「アエル」から命名された。